# Claude Cabart
Pour les articles homonymes, voir Cabart (homonymie).
Claude Cabart, né le 7 janvier 1770 à Chartres (Eure-et-Loir), mort le 28 mars 1841 à Chartres (Eure-et-Loir), est un militaire français de la Révolution et de l’Empire.

## États de service
Il entre en service le 1er novembre 1791, comme soldat au 1er bataillon de volontaires d’Eure-et-Loir, qui concourt à la formation de la 29e demi-brigade d’infanterie de ligne, il devient caporal fourrier le 27 août 1792, sergent le 15 avril 1793, sergent major le 18 juillet, sous-lieutenant le 21 novembre de la même année et capitaine le 17 mai 1794.
Le 18 septembre 1799, l’ennemi s’est emparé de plusieurs pièces de canon et est sur le point de prendre le pont sur le Rhin en avant de Mannheim, lorsqu’avec une poignée de braves, il reprend un canon, dégage le pont et sauve par cet acte d’intrépidité 1 200 hommes restés sur l’autre rive. Le 2 décembre 1799, tandis que la brigade du général Roussel se bat avec acharnement près de Rosheim, l’ennemi dirige une forte colonne pour s’emparer du parc d’artillerie, et ils allaient s’en rendre maitre, lorsque le capitaine Cabart, à la tête de sa compagnie, fond sur les Autrichiens la baïonnette en avant, et les oblige à prendre la fuite.
Il sert avec distinction de l’an VIII à l’an XIV, et il est fait chevalier de la Légion d’honneur le 18 décembre 1803. Le 4 août 1806, il passe avec son grade dans les grenadiers de la garde royale de Naples, et le 12 décembre 1808, il est nommé chef de bataillon du corps royal africain. Le 2 octobre 1809, il devient major au régiment de la Garde municipale, et le 29 mars 1813, il est promu colonel du 7e régiment d’infanterie de ligne.
Confirmé dans son grade par le roi Louis XVIII le 18 novembre 1814, il est fait officier de la Légion d’honneur le 1er mars 1815, et il est admis à la retraite le 23 juin 1822.
Il meurt le 28 mars 1841 à Chartres.